# Grönbo
Grönbo este o arie protejată (arie specială de conservare — SAC, sit de importanță comunitară — SCI, arie de protecție specială avifaunistică — SPA) din Suedia întinsă pe o suprafață de 490,4 ha, integral pe uscat.

## Localizare
Centrul sitului Grönbo este situat la coordonatele 59°37′25″N 15°26′45″E / 59.6235°N 15.4459°E.

## Înființare
Situl Grönbo a fost declarat sit de importanță comunitară în ianuarie 1997 pentru a proteja 8 specii de animale. Alte tipuri de protecție:
- arie de protecție specială avifaunistică (în ianuarie 1998)[2]
- arie specială de conservare (în martie 2011)[1][3][4]

## Biodiversitate
Situată în ecoregiunea boreală, aria protejată conține 6 habitate naturale: Turbării active, Mlaștini turboase de tranziție și turbării mișcătoare, Taiga vestică, Păduri caducifoliate de mlaștină fino-scandinave, Mlaștini împădurite, Roci stâncoase cu vegetație pionieră de Sedo-Scleranthion sau Sedo albi-Veronicion dillenii.
La baza desemnării sitului se află mai multe specii protejate:
- păsări (7): minunița (Aegolius funereus), ciocănitoare neagră (Dryocopus martius), cufundar polar (Gavia arctica), ciuvică (Glaucidium passerinum), vultur pescar (Pandion haliaetus), viespar (Pernis apivorus),  cocoș de munte (Tetrao urogallus)
- nevertebrate (1): Graphoderus bilineatus